# آن بلایت
آن بلایت (انگلیسی: Ann Blyth؛ زادهٔ ۱۶ اوت ۱۹۲۸) یک هنرپیشه اهل ایالات متحده آمریکا است.
از فیلم‌ها یا برنامه‌های تلویزیونی که وی در آن نقش داشته است می‌توان به خوی حیوانی اشاره کرد.